# Placoceratias imitans
Placoceratias imitans är en tvåvingeart som beskrevs av Lane 1948. Placoceratias imitans ingår i släktet Placoceratias och familjen platthornsmyggor. Inga underarter finns listade i Catalogue of Life.